# Canzoni per le strade
Canzoni per le strade è un film del 1950 diretto da Mario Landi.

## Produzione
La pellicola, a carattere musicale, rientra nel filone dei melodrammi sentimentali, comunemente detto strappalacrime, allora molto in voga tra il pubblico italiano, sebbene malvisto dalla critica cinematografica coeva (che solo a partire dagli anni settanta opererà una generale rivalutazione di questa tipologia di pellicole, coniando appositamente il termine neorealismo d'appendice).
Vede come protagonista Luciano Tajoli (accreditato nei titoli come Luciano Taioli), tra i cantanti italiani più in voga dell'epoca, doppiato nei dialoghi da Gualtiero De Angelis.

## Distribuzione
La pellicola venne distribuita nelle sale cinematografiche italiane il 9 ottobre del 1950.
Venne in seguito distribuito anche in Unione Sovietica, il 10 aprile del 1952.

## Accoglienza
Il film ebbe un ottimo successo di pubblico, incassando 377.000.000 di lire dell'epoca.